# Romagné
Romagné (bretonisch: Rovenieg) ist eine französische Gemeinde mit 2.434 Einwohnern (Stand: 1. Januar 2022) im Département Ille-et-Vilaine in der Region Bretagne. Romagné gehört zum Arrondissement Fougères-Vitré und zum Kanton Fougères-1.
Die Einwohner werden Romagnéen genannt.

## Geografie
Romagné liegt im Osten der Bretagne. Hier entspringt die Minette am nordöstlichen Rand der Gemeinde.
Durch die Gemeinde führt die Route nationale 12.

### Nachbargemeinden
Umgeben ist Romagné von den Nachbargemeinden Saint-Germain-en-Coglès im Norden, Lécousse im Osten, Javené im Südosten, Billé im Süden, La Chapelle-Saint-Aubert im Südwesten sowie Saint-Sauveur-des-Landes im Westen.

## Bevölkerungsentwicklung
| 1962 | 1968 | 1975 | 1982 | 1990 | 1999 | 2006 | 2011 |
| ---- | ---- | ---- | ---- | ---- | ---- | ---- | ---- |
| 1149 | 1113 | 1311 | 1581 | 1591 | 1605 | 1921 | 2220 |

## Gemeindepartnerschaften
Mit der rumänischen Gemeinde Apoldu de Jos und der britischen Gemeinde Horndon-on-the-Hill in Essex (England) besteht eine Partnerschaft.

## Sehenswürdigkeiten
- Kirche Sainte-Anne aus dem 15. Jahrhundert, Umbauten aus dem 19. Jahrhundert, Monument historique seit 1926

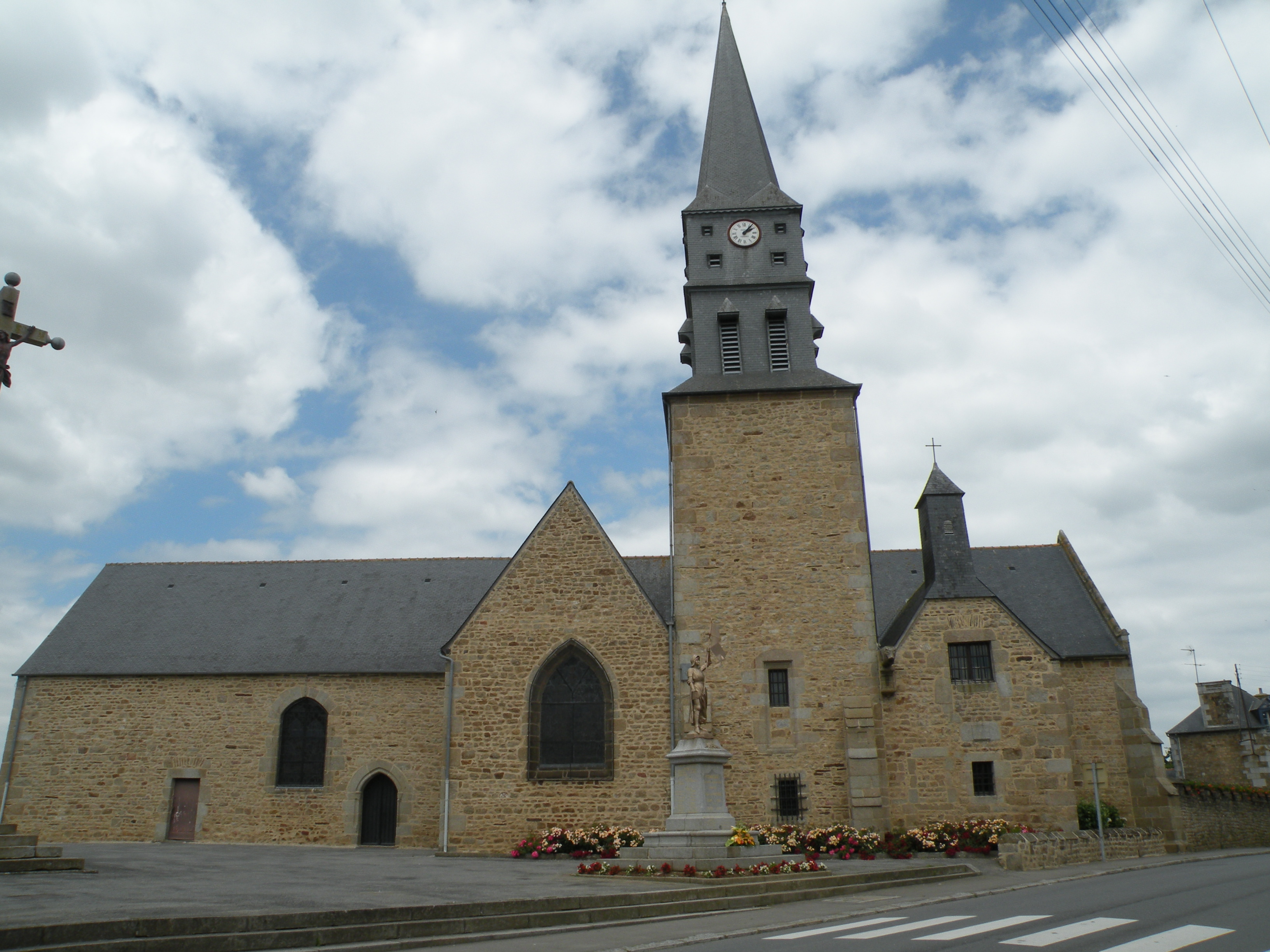
Kirche Sainte-Anne

## Persönlichkeiten
- Émile Guérinel (1929–2014), Radrennfahrer